# Tólvmarkaknúkur
Tólvmarkaknúkur är ett berg i Färöarna (Kungariket Danmark).   Det ligger i sýslan Norðoyar, i den nordöstra delen av landet, 30 km norr om huvudstaden Tórshavn. Toppen på Tólvmarkaknúkur är 298 meter över havet. Tólvmarkaknúkur ligger på ön Borðoy.
Terrängen runt Tólvmarkaknúkur är kuperad. Havet är nära Tólvmarkaknúkur västerut. Runt Tólvmarkaknúkur är det ganska glesbefolkat, med 42 invånare per kvadratkilometer. Närmaste större samhälle är Klaksvík, 3,7 km söder om Tólvmarkaknúkur. Trakten runt Tólvmarkaknúkur består i huvudsak av gräsmarker.